# 뿌까
뿌까는 김부경이 세운 대한민국의 캐릭터 디자인 회사 부즈가 2000년에 발표한 캐릭터이다. 주요 타겟층을 13~23세로 한, 중국인 + 외국인 소녀 형상의 캐릭터이다. 
주로 의류, 액세서리, 가방 등에 라이센스하여 매출을 올린다. 1부는 대원방송, 2부는 문화방송, 투니버스에서 방영되었다.
2001년, 플래시 애니메이션으로 첫발을 내디딘 이래, 캐릭터 상품 사업을 주력으로 하여 대한민국을 비롯하여 프랑스, 동남아시아 등 여러나라에서 큰 인기를 얻었다. 부즈 캐릭터 시스템즈가 상장회사가 아니라 정확한 수치는 알 수 없으나 회사 측의 자료에 의하면, 캐릭터가 가장 인기를 구가하던 무렵인 2008년 전 세계 150개국에 진출하여 연간 3000억원의 매출액 중 97%를 해외에서 거둬들였다고 한다. 현재의 매출 상황은 잘 알려진 것이 없다.
캐릭터의 성공 이유는 우선 별다른 스토리라인 없이 붉은 색 계통으로 강렬한 인상을 주는 캐릭터가 사람들의 시선을 집중시킬 수 있었으며, 동양계 여자아이를 모티브로 한 캐릭터가 서양권에 없었기 때문으로 분석된다.

## 뿌까의 탄생
뿌까는 마치 중국의 여자아이를 형상화 한듯한 캐릭터로, 현 VOOZ 대표인 김부경 대표가 대학교를 졸업 후 만든것으로 알려져있다. 처음부터 대한민국 내수 시장보다 해외시장을 주요 타겟으로 설정했기 때문에, 전 세계 어느 나라 사람이 보아도 오래 기억 될 수 있도록 동그라미와 직선 몇 개 만으로 만들어졌다. 하지만 1999년 이미지 설정 작업 당시부터 중국인을 모티브로 한 것은 아니었다. 동양인의 특징을 잘 드러내기 위해 양쪽으로 찢어진 눈을 그렸고, 걷는 동작에 리듬감을 살리기 위해 머리를 양쪽으로 말아 올렸더니 그 모습이 마치 중국 경극 배우와 비슷하게 되어 버렸다. 기존 캐릭터들이 기피하는 색깔인 검은색과 붉은색을 전면에 사용해 차별화를 한 것도 뿌까의 특징이다. 
"뿌까"라는 이름은 "뽀뽀해 뿌까"라는 사투리에서 따왔다. 이는 쉽고 재미있는 발음을 통해 오랫동안 기억될 수 있도록 하기 위한 것이다.

## 플래시 애니메이션 <Pucca Funny Love>
2001년, 뿌까는 부즈의 공식사이트에 처음으로 게재된 플래시 애니메이션 <Pucca Funny Love>를 통해 처음으로 세상에 그 모습을 드러냈다. 그 당시 만들어진 초기 작품들은 주로 E-mail 카드로 만들어져 여러 포털 사이트를 통해 서비스 되었다. 
웹에서 어느 정도 인지도를 확보하게 된 뿌까는 다른 작품들과는 달리 TV 애니메이션화를 시도하지 않고 캐릭터 상품쪽에 주력하게 된다.

## 연표
- 2000년 초반 - 뿌까의 이미지 설정 작업 시작
- 2000년 중반 - Vooz 홈페이지에 뿌까 첫 소개 (처음 만들어진 캐릭터는 뿌까, 가루, 미오)
- 2001년 초반 - MSN, Yahoo, Daum등 대한민국 주요 사이트에 온라인 카드용 어도비 플래시 애니메이션 제작, 게재
- 2001년 9월 - 뿌까 캐릭터 상품 첫 출시 (첫 상품은 휴대폰 액세서리)
- 2002년 2월 - 일본, 홍콩, 중화민국, 태국 등지의 현지 회사와 상품화 애이전트 계약 체결 (해외진출 시작)
- 2002년 9월 - 뿌까 공식 홈페이지 (www.puccaclub.com) 오픈
- 2002년 12월 - 일본 후지 TV에 뿌까 플래시 애니메이션 방영
- 2003년 1월 - 영국, 아일랜드, 네덜란드 등지의 유럽 회사와 상품화 에이전트 계약 체결 (유럽진출 본격화)
- 2003년 5월 - 새로운 캐릭터로 "아뵤" , "칭" , "소소" 추가
- 2003년 6월 - 넥슨과 온라인 게임 공동 제작 발표
- 2003년 7월 - 뿌까 공식 쇼핑몰 (www.puccamall.com) 오픈
- 2003년 12월 - 2003년 대한민국 캐릭터 대상 수상
- 2004년 4월 - Foxkids Europe (현 Jetix Europe)과 TV 애니메이션 공동제작 계약 체결
- 2004년 4월 - 넥슨의 온라인 게임 "뿌까 퍼니레이스" 오픈베타 서비스 시작
- 2004년 12월 - 2004년 대한민국 캐릭터 대상 수상 (2년 연속)
- 2005년 7월 - 그라비티와 게임개발 제휴
- 2005년 12월 - 2005년 대한민국 캐릭터 대상 수상 (3년 연속)
- 2006년 9월 - TV 애니메이션 "Pucca", 툰 디즈니 채널의 제틱스를 통해 유럽 전지역에 첫 방영
- 2007년 5월 - 그라비티의 온라인 게임 "뿌까레이싱" 서비스 시작
- 2007년 7월 - TV 애니메이션 "pucca", "짜장소녀 뿌까"라는 타이틀로 MBC에서 대한민국 내 첫 방영
- 2007년 12월 - 2007년 대한민국 문화콘텐츠 해외진출 유공자 시상식에서 대통령 표창 수상
- 2008년 2월 - 미국, 캐나다 등의 북미 회사와 처음으로 상품화 에이전트 계약 체결
- 2008년 3월 - ㈜스튜디오나인과 비디오게임 공동개발 계약 체결
- 2010년 6월 = 그라비티의 온라인 게임 "뿌까레이싱" 서비스 종료
- 2012년 2월 - 2012년 2월 22일 한국의 캐릭터 시리즈 두 번째 묶음으로 우표 발매.
- 2018년 12월 - TV 애니메이션 "뿌까"라는 타이틀로 MBC, 투니버스에서 대한민국 내 2018년판으로 방영
- 2019년 12월 - TV 애니메이션 "뿌까", "Pucca: Love Recipe"라는 타이틀로 넷플릭스에 해외진출
- 2020년 10월 - 일본의 디즈니 채널에서부터 방영을 재개 할 예정.
- 2021년 4월 - "요리해뿌까" 게임 최초 출시

## 참고 문헌
1. ↑  “부즈 홈페이지”. 2018년 8월 9일에 원본 문서에서 보존된 문서. 2015년 2월 24일에 확인함.